# Бурские республики
Бурские республики (африк. Boererepubliek) или Бурские государства — бывшие независимые самоуправляемые республики, созданные за пределами Капской колонии голландскоязычными жителями и их потомками (бурами или африканерами, как они сами стали себя называть с конца XIX века) в основном на северных и восточных территориях современной Южно-Африканской Республики.

## Республики трекбуров
Впервые буры провозгласили независимые республики ещё в 1795 году незадолго до захвата британцами Капской колонии. В феврале и июне 1795 года о своей независимости от Нидерландов и Голландской Ост-индской компании объявили жители двух дистриктов Капской колонии — Грааф-Рейнет и Свеллендам. Однако после захвата англичанами колонии восставшие буры вынуждены были капитулировать перед превосходящими силами противника.

## Республики фуртреккеров
Новый этап становления независимой бурской государственности начинается уже в 1830—1850-е годы. Именно в этот период были образованы большинство из бурских государств. Причиной их образования стало недовольство буров политикой Великобритании, окончательно захватившей Капскую колонию у Батавской республики в 1806 году. Стремясь избежать британского административного контроля, буры в 1835 году в массовом порядке стали покидать восточные районы Капской колонии и отправились на юго-восточное побережье Южной Африки (Наталь) или же далее на север за реку Оранжевая. Это движение получило известность как Великий трек. Государства буров были созданы после разгрома африканских вождеств фуртреккерами (как называли буров — участников Великого трека) в силу технологического превосходства в вооружении последних.
После войны с зулусами 23 марта 1839 года было подписано соглашение о мире. Зулусы отказывались от всех территорий южнее реки Тугела. На захваченных землях бурские переселенцы основали республику Натал. Но через четыре года англичане захватили и эту территорию, образовав здесь новую английскую колонию. Буры были вынуждены мигрировать на север и северо-запад, во внутренние районы Южной Африки, где образовали две новые республики: в 1852 году Южно-Африканскую Республику (получила широкую известность как Трансвааль) со столицей в Претории, и в 1854 году — Оранжевое Свободное Государство со столицей в Блумфонтейне.

## Государства гриква
Помимо африканских вождеств, бурам пришлось столкнуться и с другими соперниками за контроль над территориями в бассейне реки Оранжевая. По её течению с начала XIX века существовали независимые общины гриква — этнической общности, образовавшейся в результате смешения европейцев с койсанами и чернокожими рабами. К середине XIX века существовало несколько независимых общин гриква: Грикватаун, Филипполис и ряд других. Позднее, в результате миграции части гриква на восток, они заселили земли к востоку от Капской колонии, которые стали известны как Восточный Грикваленд, а территории в районе слияния рек Оранжевая и Вааль получили известность как Западный Грикваленд. Гриква во многом воспроизводили традиционные африканские общинные институты. Управление в поселениях гриква осуществляли наследственные вожди или капитаны, как они сами себя называли, получившие власть благодаря своему авторитету, и передававшие её по наследству. Их власть носила патриархальный характер и ограничивалась, главным образом, вопросами обороны от внешних врагов. Важнейшие решения и судебные разбирательства выносились по решению совета глав больших патриархальных семей. В их юрисдикцию входило утверждение кандидатуры нового капитана и изменение законов.
Республики гриква оказались экономически несостоятельными и были поглощены британской Капской колонией всего через несколько лет после возникновения.

## Подчинение британцами
Хотя многие из бурских республик были мини-государствами, просуществовавшими относительно недолго, другие, как Трансвааль и Оранжевое Свободное государство, смогли сохранить статус независимых государств и получили международное признание. Эти две страны продолжали существовать в течение нескольких десятилетий, несмотря на попытки Великобритании силой присоединить их к своим владениям во время Первой англо-бурской войны с Великобританией. Британцы потерпели поражение, однако бурские республики не были индустриально развитыми и экономически зависели от британцев, которым удалось навязать бурам договоры, в значительной мере связывавшие их международную активность.
Последующие события, в том числе открытие алмазов и золота в этих государствах, привели ко Второй англо-бурской войне. В этой войне Трансвааль и Оранжевое Свободное Государство были разгромлены и захвачены превосходящими в количестве британскими войсками, и они официально прекратили своё существование 31 мая 1902 года с подписанием мирного договора в Феринихинге. В 1910 году они вошли в состав нового британского доминиона Южно-Африканский Союз.

## Список государств и республик

### Бурские республики
- Фрибургские колонии (1656—1795)
- Республика Свеллендам (1795)
- Республика Граафф-Рейнет (1795—1796)
- Зутпансберг (1835—1864)
- Винбург (1836—1844)
- Почефструм (1837—1844)
- Республика Наталь (1839—1843)
- Винбург-Почефструм (1844—1848)
- Республика Клип Ривер (1847—1848)
- Лиденбургская республика (1849—1860)
- Республика Зоутпансберг (1849—1858)
- Утрехтская Республика (1852—1858)
- Южно-Африканская Республика (Трансвааль) (1852—1877, 1881—1902)
- Оранжевое свободное государство (1854—1902)
- Клейн Врейстат (1886–1891)
- Государство Гесен (1882—1883)
- Республика Стеллаленд (1882—1883)
- Соединенные Штаты Стеллаленда (1883—1885)
- Новая Республика (1884—1888)
- Республика Упингтония/Лижденсруст (1885—1887)

### Государства Гриква
- Восточный Грикваланд (1862—1879)
- Западный Грикваленд (1870—1871)
- Филипполис / Земля Адама Кока (1826—1861)
- Земля Уотербера (1813—1871)